# Майклз, Джиллин
Джи́ллиан Майклс (англ. Jillian Michaels; 18 февраля 1974, Лос-Анджелес, Калифорния, США) — американский персональный тренер, активно появляющийся в различных американских телешоу.

## Биография и карьера
У Джиллиан есть младшие брат и сестра.
В сентябре 2012 года заявила о том, что снова возвращается в «The Biggest Loser», чтобы бороться с ожирением подростков.
Джиллиан — открытая бисексуалка. Из-за трудного детства и из-за воспоминаний о тех кошмарных годах, Джиллиан не готова сама вынашивать ребёнка, поэтому её мнение, лучше усыновить. Когда её спросили о личной жизни, она ответила: «Скажем так, я считаю, что любая любовь — здоровая. Если бы я влюбилась в женщину, это было бы прекрасно. Если бы я влюбилась в мужчину, это тоже было бы прекрасно!».
Джиллиан Майклз была помолвлена с Хайди Роуз до 2018 года, по её словам с самой удивительной и прекрасной девушкой, которую она когда-либо встречала и именно с ней она хотела бы создать семью. В мае 2012 года, в этой семье появились дети: двухлетняя Лукензия, удочерённая из Гаити в начале мая 2012 года и Финекс, которого родила Хайди 3 мая 2012 года.
На данным момент пара больше не вместе, но поддерживает хорошие отношения ради детей.
С 2019 года Джиллиан встречается с Дешанной Мари Минуто.
Джиллиан также является крёстной матерью сына актрисы Ванессы Марсил, которого зовут Касус, он родился 30 марта 2002 года.

## DVD
- The Biggest Winner - How to Win by Losing: Shape Up-Front (Сентябрь 2005), ASIN B000ACQXHW
- The Biggest Winner - How to Win by Losing: Shape Up-Backside (Сентябрь 2005), ASIN B000ACQXJA
- The Biggest Winner - How to Win by Losing: Cardio Kickbox (Декабрь 2005), ASIN B000B7PNHW
- The Biggest Winner - How to Win by Losing: Maximize - Back in Action (Апрель 2006), ASIN B000B5XPJC
- The Biggest Winner - How to Win by Losing: Maximize - Full Frontal (Апрель 2006), ASIN B000B5XPII
- Get Fit & Fab (Декабрь 2006), ASIN B004QSQMLS
- Jillian Michaels - 30 Day Shred (Март 2008), ASIN B00127RAJY
- Jillian Michaels: Banish Fat, Boost Metabolism (Февраль 2009), ASIN B001NFNFN0
- Jillian Michaels: No More Trouble Zones (Февраль 2009), ASIN B001NFNFMQ
- Jillian Michaels: Yoga Meltdown (Март 2010), ASIN B0031XYLWG
- Jillian Michaels: Shred-It With Weights (Сентябрь 2010), ASIN B003TJM69C
- Jillian Michaels: 6 Week Six-Pack (Ноябрь 2010), ASIN B0042AGNB4
- Jillian Michaels for Beginners: Backside (Декабрь 2010), ASIN B0042J7GSE
- Jillian Michaels for Beginners: Frontside (Декабрь 2010), ASIN B0042J7GS4
- Jillian Michaels: Ripped in 30 (Март 2011), ASIN B004CRR9IS
- Jillian Michaels: Killer Buns & Thighs (Сентябрь 2011), ASIN B0051GLDQI
- Jillian Michaels: Extreme Shed & Shred (Декабрь 2011), ASIN B005K8QI9E
- Jillian Michaels: Body Revolution (Февраль 2012)
- Jillian Michaels: Kickbox Fastfix (Март 2012), ASIN B006IRQU5S
- Jillian Michaels: Killer Abs (4 сентября 2012)
- Jillian Michaels: Hard Body (5 марта 2013)
- Jillian Michaels: Yoga Inferno (3 сентября 2013)
- Jillian Michaels: One Week Shred (4 марта 2014)
- Jillian Michaels: Beginner Shred (4 сентября 2014)
- Jillian Michaels: Killer Body (3 марта 2015)
- Jillian Michaels: BodyShred (5 марта 2015)
- Jillian Michaels: Killer Arms & Back (15 сентября 2015)
- JillianMichaels: 10 Minute Body Transformation (7 марта 2016)
- JillianMichaels: Hot Body, Healthy Mommy (15 марта 2016)
- Jillian Michaels: 10 Minute Body Transformation Part 2 (26 августа 2016)
- Jillian Michaels: Killer Cardio (5 сентября 2017)
- Jillian Michaels: Lift and Shred (6 марта 2018)